# 이나게구
이나게구(일본어: 稲毛区)는 일본 지바현 지바시의 북부에 있는 구이다.

## 지리
지바시의 다른 네 개의 구인 주오구, 미하마구, 하나미가와구, 와카바구와 접하고 요쓰카이도시와 접한다.

## 역사
1992년 4월 1일 지바시가 정령지정도시가 되면서 구가 설치되었다.

## 교통

### 철도
- 동일본 여객철도 소부 본선
- 게이세이 전철 지바선
- 지바 도시 모노레일 2호선

### 도로
- 국도 제14호선
- 국도 제16호선
- 국도 제126호선

## 교육
- 지바 대학
- 게이아이 대학
- 지바 경제대학